# JŽ-serija 18
JŽ-serija 18 je oznaka za normalnotirno parno lokomotivo. To serijo lokomotiv so zasnovali leta 1913 za vleko ekspresnih in potniških vlakov na Južni železnici. V Sloveniji je bila v uporabi na odsekih Maribor - Postojna, Maribor - Kotoriba in Maribor - Prevalje.

## Tehnični podatki
| Oznaka:                   | SB 629 / kkStB 629 / BBÖ 629 / ČSD 354.1 / PKP OKm11 / ÖBB 77 / JDŽ 18        |
| Količina:                 | kkStB 629.01–25 / BBÖ 629.02–25 (ne celo) / BBÖ 629.26–80 / BBÖ 629.101–115 / |
|                           | BBÖ 629.500–504 / ČSD 354.101–1236 / JDŽ 18-001–005 / PKP OKm11-1–9 /         |
|                           | ÖBB 77.01–285 (ne celo) / DR 77 201-265, 281-285 / DR 77 301-349              |
| Proizvajalec:             | Lokomotivfabrik der StEG, Wiener Neustädter Lokomotivfabrik,Krauss & Co/Linz  |
| Leta proizvodnje:         | 1913–1914, 1917–1918, 1920–1922, 1927–1928                                    |
| Izločitev iz prometa:     | ÖBB: 1976, JŽ: 1968                                                           |
| Osna konfiguracija:       | 2'C1' h2t                                                                     |
| Razdalja med kolesi:      | 1435 mm (standard)                                                            |
| Dolžina preko odbojnikov: | 13.345 mm                                                                     |
| Trdi razvoj koles:        | 3.600 mm                                                                      |
| Popoln premer koles:      | 9.590 mm                                                                      |
| Najmanjši polmer:         | 150 m                                                                         |
| Delavna teža:             | 80,2 / 83,8 t                                                                 |
| Teža trenja:              | 43,2 / 45,0 t                                                                 |
| Osna obremenitev:         | 14,4 / 15 t                                                                   |
| Največja hitrost:         | 85 / 90 km/h                                                                  |
| Indicirana moč:           | 550 / 600 kW                                                                  |
| Premer pogonskih koles:   | 1.614 mm                                                                      |
| Premer koles spredaj:     | 1.034 mm                                                                      |
| Premer koles odsadaj:     | 1.034 mm                                                                      |
| Število valjev:           | 2                                                                             |
| Premer parnega valja:     | 475 mm                                                                        |
| Omehčava valjev:          | 720 mm                                                                        |
| Kotlovni pritisk:         | 13 bar                                                                        |
| Številka ogrevalnih cevi: | 129                                                                           |
| Površina grila:           | 2,70 m²                                                                       |
| Površina kurjave:         | 12,2 m²                                                                       |
| Površina pregrevalnika:   | 33,65 m²                                                                      |
| Površina uparjanja:       | 129,65 m²                                                                     |
| Količina vode:            | 10,5/12,0 m³                                                                  |
| Količina goriva:          | 2,0 m³                                                                        |
| Zračna zavora:            | Westinghouse/Božič G/P                                                        |

## Ohranjene lokomotive serije
Na Slovenskem se je do danes ohranila lokomotiva JŽ 18-005 (pred tem BBÖ 629.80, med 2. sv. vojno DRB 77 265), izdelala v tovarni Krauss v Linzu, tovarniška št. 1445, in stoji kot muzejski eksponat na železniški postaji v Dravogradu.
Na njej se nahaja tabla z naslednjimi podatki: 
- letnik 1927,
- dolžina: 13315 mm,
- moč: 550 kW,
- teža: 66,1 t,
- najvišja hitrost: 90 km/h.

Ostale ohranjene lokomotive te serije pa so:
| številka           | leto gradnje | stanje     | lastnik / kje stoji                              |
| 629.01             | 1913         | operativna | Tehnični muzej Dunaj / Eisenbahnmuseum Strasshof |
| 629.43 / ÖBB 77.28 | 1920         | operativna | ÖGEG                                             |
| 629.65 / 77.250    | 1927         | operativna | Liechtenst. Romantik Stiftung / Schaan Vaduz     |
| 629.59 / 77.244    | 1927         | operativna | Brenner & Brenner                                |